# Bron Studios
Pour les articles homonymes, voir Bron (homonymie).
Bron Studios (stylisé BRON) est une société de production audiovisuelle canadienne créée par Aaron L. Gilbert et Brenda Gilbert et basée à Vancouver.
La société produit également d'autres films sous la bannière Bron Creative, une coentreprise (joint venture) créée avec Creative Wealth Media.

## Historique

### Bron Studios
Bron Studios est fondée en 2010 par Aaron Gilbert et Brenda Gilbert. Une division animation, Bron Animation, est également créée avec Gil Rimmer et Ben Burden Smith comme directeurs créatifs.

### Bron Media
En septembre 2017, Bron Studios est réorganisée. Bron Releasing et Bron Animation deviennent des filiales de Bron Media. Daniel D. McClure est engagé comme président et chief operating officer.
En 2016, Bron Media et Creative Wealth Media créent la coentreprise Bron Creative pour financer des films. Le premier est Fences de Denzel Washington pour Paramount Pictures. En décembre 2018, Bron Creative et Warner Bros. signent un accord de 100 millions de dollars pour 6 films. Bron Creative signe un autre accord pour la même somme avec Metro-Goldwyn-Mayer en juin 2019.

### Bron TV
Dans les années 2010, Bron développe plusieurs groupes de production pour la télévision et fait équipe avec la société Media Res de Michael Ellenberg, ainsi que HBO. Dès 2019, une division télévision est créée,,.

## Filmographie sélective

### Bron Studios
- 2011 : Foreverland de Max McGuire
- 2013 : Trust Me de Clark Gregg
- 2013 : A Single Shot de David M. Rosenthal
- 2014 : Rudderless de William H. Macy
- 2014 : Welcome to Me de Shira Piven
- 2014 : Tell de  J. M. R. Luna
- 2015 : I Saw the Light de Marc Abraham
- 2015 : Into the Forest de Patricia Rozema
- 2015 : Dans la brume du soir (Meadowland) de Reed Morano
- 2015 : Après l'hiver (Tumbledown) de Sean Mewshaw
- 2015 : Hyena Road de Paul Gross
- 2018 : L'Ombre d'Emily (A Simple Favor) de Paul Feig
- 2021 : A Journal for Jordan de Denzel Washington
- 2021 : Chaos Walking de Doug Liman
- 2021 : Ceux qui veulent ma mort (Those Who Wish Me Dead) de Taylor Sheridan
- 2021 : Le Survivant (The Survivor) de Barry Levinson
- 2023 : Americana de Tony Tost
- 2023 : Surrounded d'Anthony Mandler
- 2024 : Monkey Man de Dev Patel
- prochainement : Solitary de Nate Parker

### Bron Creative
- 2016 : Fences de Denzel Washington
- 2017 : L'Affaire Roman J. (Roman J. Israel, Esq.) de Dan Gilroy
- 2021 : SOS Fantômes : L'Héritage ( Ghostbusters: Afterlife) de Jason Reitman
- 2021 : Judas and the Black Messiah de Shaka King
- 2023 : 65 : La Terre d'avant (65) de Scott Beck et Bryan Woods
- 2024 : Joker : Folie à deux de Todd Phillips